# Merrimon (Carolina del Norte)
Merrimon es un área no incorporada ubicada del condado de Carteret en el estado estadounidense de Carolina del Norte.
En Merrimon se encuentran las urbanizaciones Jonaquins Landing y Sand Hills. La localidad cuenta con una estación de gas y una mini-tienda. El único acceso a la zona es a través de la carretera de Merrimon.